# Проєкт Xanadu
Проєкт Xanadu був першим гіпертекстовим проєктом, заснованим Тедом Нельсоном у 1960 році. Адміністратори проєкту нарекли його покращенням Всесвітнього павутиння з таким гаслом: «Сучасне популярне програмне забезпечення симулює папір. Всесвітнє павутиння (ще одна імітація паперу) тривіалізує нашу початкову гіпертекстову модель своїми односторонніми постійно ламкими посиланнями та відсутністю управління версіями вмісту».
Видання Wired опублікувало статтю під назвою «Прокляття Xanadu», де назвало проєкт Xanadu «найтривалішим vaporware-проєктом в історії комп'ютерної галузі». Перша спроба втілення проєкту почалась у 1960 році, проте лише у 1998 році відбулось його (неповне) видання. Робоча версія, OpenXanadu, стала доступною у 2014 році.

## Історія
Бачення Нельсона полягало у «схемі цифрового сховища для всесвітнього електронного видавництва». Нельсон стверджує, що ідея з'явилась у 1960 році, коли він ще був студентом Гарвардського університету. Він запропонував програму, яка б зберігала та показувала документи, разом з можливістю вносити зміни. Це відрізнялось від текстового процесора (ще не винайденого на той час) тим, що функціонал містив би візуальні порівняння різних версій документу, концепцію, згодом названою Нельсоном як «міжпорівняння».
Крім основної ідеї, Нельсон хотів посприяти непослідовному написанню, коли читач міг би обирати свою навігацію електронним документом. Він опрацював цю ідею на папері для Асоціації обчислювальної техніки, назвавши її «zippered lists» (з англ. буквально: списки, застебнуті на блискавку). Такі списки дозволяли би компонувати документи з частин інших документів; цю концепцію називають трансклюзією. У 1967 році, ще працюючи на видання Harcourt, він назвав свій проєкт Xanadu, на честь поеми Кубла-хан Семюела Тейлора Колріджа.
Промова Нельсона для Асоціації обчислювальної техніки передбачила багато рис сучасних гіпертекстових систем, проте на той час його ідеї не мали значного впливу. Хоча дослідники були заінтриговані його ідеями, Нельсону бракувало технічних знань для демонстрації можливості їх втілення. 

### 1970-ті
Тед Нельсон опублікував свої ідеї у книгах Computer Lib/Dream Machines (1974) та Literary Machines (1981).
Першу згадану вище книгу написано у непослідовній манері: вона є збіркою думок Нельсона, з-поміж інших тем, стосовно обчислень, без певного порядку. Ця книга містить думки Нельсона щодо тем, які його обурювали, тоді як у другій книзі він обговорює свої надії на здатність комп'ютерів допомагати мистецтву.
У 1972 році Кел Деніелз закінчив першу демонстраційну версію програми Xanadu на виняйнятому Нельсоном комп'ютері. У 1974 році, з приходом комп'ютерних мереж, Нельсон доопрацював свої думки щодо Xanadu у централізоване джерело інформації, назвавши його «docuverse» (з англ. буквально: всесвіт документів).
Влітку 1979 року Нельсон разом зі своїми послідовниками Роджером Ґреґорі, Марком Міллером та Стюартом Ґріном зібрались для узгодження власних ідей для Xanadu, проте наприкінці літа вони розійшлись у різні боки. Міллер та Ґреґорі створили систему адресування на основі трансфінітних чисел, які вони назвали тумблерами, що дозволяла посилатись на будь-яке місце у файлі.

### 1980-ті
Команда продовжила свою роботу майже до моменту банкрутства. Однак у 1983 році Нельсон зустріне на конференції Джона Вокера, засновника корпорації Autodesk, та вони розпочнуть роботу над Xanadu за фінансової підтримки корпорації.
Зі слів економіста Робіна Генсона, у 1990 році перший відомий корпоративний ринок прогнозів задіяли щодо проєкту Xanadu. Працівники та консультанти використали його як приклад для ставок навколо тогочасної дискусії щодо холодного синтезу.
Під час співпраці з компанією Autodesk, команда на чолі з Ґреґорі закінчила версію програми, написаної на мові програмування C, хоча вона не працювала так, як вони цього хотіли. Проте цю версію Xanadu було успішно продемонстровано на конференції The Hackers Conference, де вона викликала значне зацікавлення. Тоді новіша команда програмістів, залучених з Xerox PARC, використали проблеми цієї програми як виправдання для переписання її на мові Smalltalk. Це призвело до розпаду команди на дві частини, а рішення переписати програму перенесло термін закінчення роботи занадто далеко. У серпні 1992 року Autodesk припинила співпрацю з командою Xanadu, які потерпали від внутрішніх конфліктів та браку інвестицій.
Чарльз Сміт, засновник компанії Memex, найняв багатьох програмістів проєкту Xanadu та ліцензував технологію Xanadu, хоча Memex незабаром зіткнулась із фінансовими труднощами, внаслідок чого програмісти, котрим не платили заробітню плату, пішли з компанії разом із комп'ютерами (згодом їм таки заплатили). Десь у цей же час, Тім Бернерс-Лі розробляв Всесвітнє павутиння. Коли останнє показало значний ріст, на противагу проєкту Xanadu, команда Нельсона стала на захист свого проєкту, проте вони програли у «поєдинку». Стаття 1995 року «Прокляття Xanadu» видання Wired викликала жорстке спростування з боку Нельсона, проте чвари здебільшого стихли по мірі того, як веб все більше випереджав Xanadu.

### 1990-ті
У 1998 році Нельсон видав код Xanadu як Проєкт Udanax, сподіваючись, що використані техніки та алгоритми зможуть відкинути деякі патенти на програмне забезпечення.

### 2000-ні
У 2007 році Проєкт Xanadu видали XanaduSpace 1.0.

### 2010-ті
Так звана «робоча версія» OpenXanadu стала доступною у Всесвітньому павутинні 2014 року. Її назвали відкритою тому, що «можна побачити усі її частини», проте станом на червень 2014 року на вебсторінці було вказано, що проєкт «ще не є відкритим програмним забезпеченням». На сайті автори стверджують, що Тім Бернерс-Лі поцупив їхню ідею та що Всесвітнє павутиння є «чудернацькою структурою, створеною внаслідок випадкових ініціатив різних людей та має жахливу мову програмування» та що безпека вебу є «складним лабіринтом». Далі йдеться про те, що Гіпертекст спроєктований бути папером, та що веб не дозволяє нічого, окрім мертвих посилань на мертві сторінки.

## Початкові 17 правил
1. Кожен Xanadu сервер можна унікально та безпечно ідентифікувати.
2. Кожен Xanadu сервер може працювати самостійно або у мережі.
3. Кожного користувача можна унікально та безпечно ідентифікувати.
4. Кожен користувач може шукати, отримувати, створювати та зберігати документи.
5. Кожен документ може складатись з будь-якої кількості частин, кожна з яких може бути будь-якого типу даних.
6. Кожен документ може містити посилання будь-якого типу, в тому числі віртуальні копії («трансклюзії») на будь-який інший документ системи, доступний його власнику.
7. Посилання є видимими та по них можна переходити з усіх кінцевих точок.
8. Дозвіл на посилання на документ явним чином надається шляхом публікації.
9. Кожен документ може містити роялті-механізм будь-якого рівня гранулярності для забезпечення платежу за будь-який об'єм доступу, включно з віртуальними копіями («трансклюзіями») цілого документу або його частин.
10. Кожен документ можна унікально та безпечно ідентифікувати.
11. Кожен документ може мати захищену систему контролю та керування доступом.
12. Кожен документ можна швидко знайти, розмістити та отримати без знання користувача конкретного місця його розміщення.
13. Кожен документ автоматично переноситься на фізичний носій згідно частоти доступу до нього з довільної локації.
14. Кожен документ автоматично дублюється задля забезпечення доступності навіть у разі катастрофи.
15. Кожен постачальник послуг Xanadu може брати зі своїх користувачів довільну плату за розміщення, отримання та публікацію документів.
16. Кожна транзакція є захищеною та видима лише для її учасників.
17. Протокол клієнт-серверного зв'язку Xanadu є вільно опублікованим стандартом. Використання його у зовнішніх проєктах заохочується[9].